# Drepanulatrix carneata
Drepanulatrix carneata är en fjärilsart som beskrevs av W. Warren 1904. Drepanulatrix carneata ingår i släktet Drepanulatrix och familjen mätare. Inga underarter finns listade i Catalogue of Life.